# Koninginnedag 2008

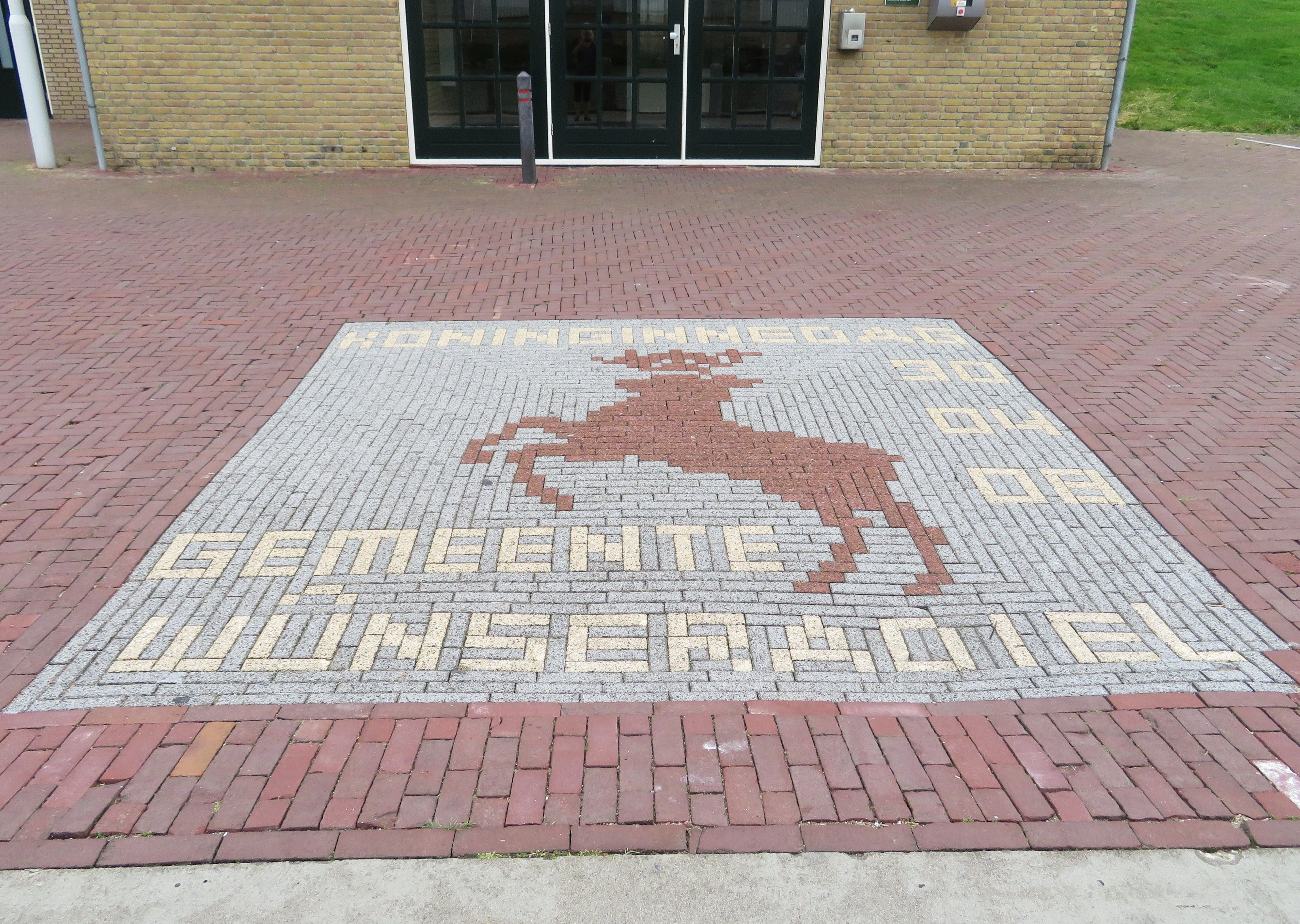
Versiering ter gelegenheid van het koninklijk bezoek

Op 30 april 2008 bezochten koningin Beatrix en haar familie de Friese plaatsen Franeker en Makkum om Koninginnedag 2008 te vieren. De voorafgaande keer dat de vorstin Koninginnedag in Friesland vierde was in 1993. Toen bezocht zij Vlieland en Sneek.
De organisatie van de Koninginnedag drukte zwaar op de begroting van de beide gemeenten. Door alle regels en protocollen vonden de organiserende gemeentes, dat het rijk en de provincie mee moesten betalen in de kosten.
De koninklijke familie was in groten getale aanwezig. Alleen prins Bernhard en prinses Annette ontbraken. Ze waren op vakantie na de bevalling in maart van zoontje Benjamin en de darmoperatie van prins Bernhard halverwege april.